# Alexander von Schleinitz

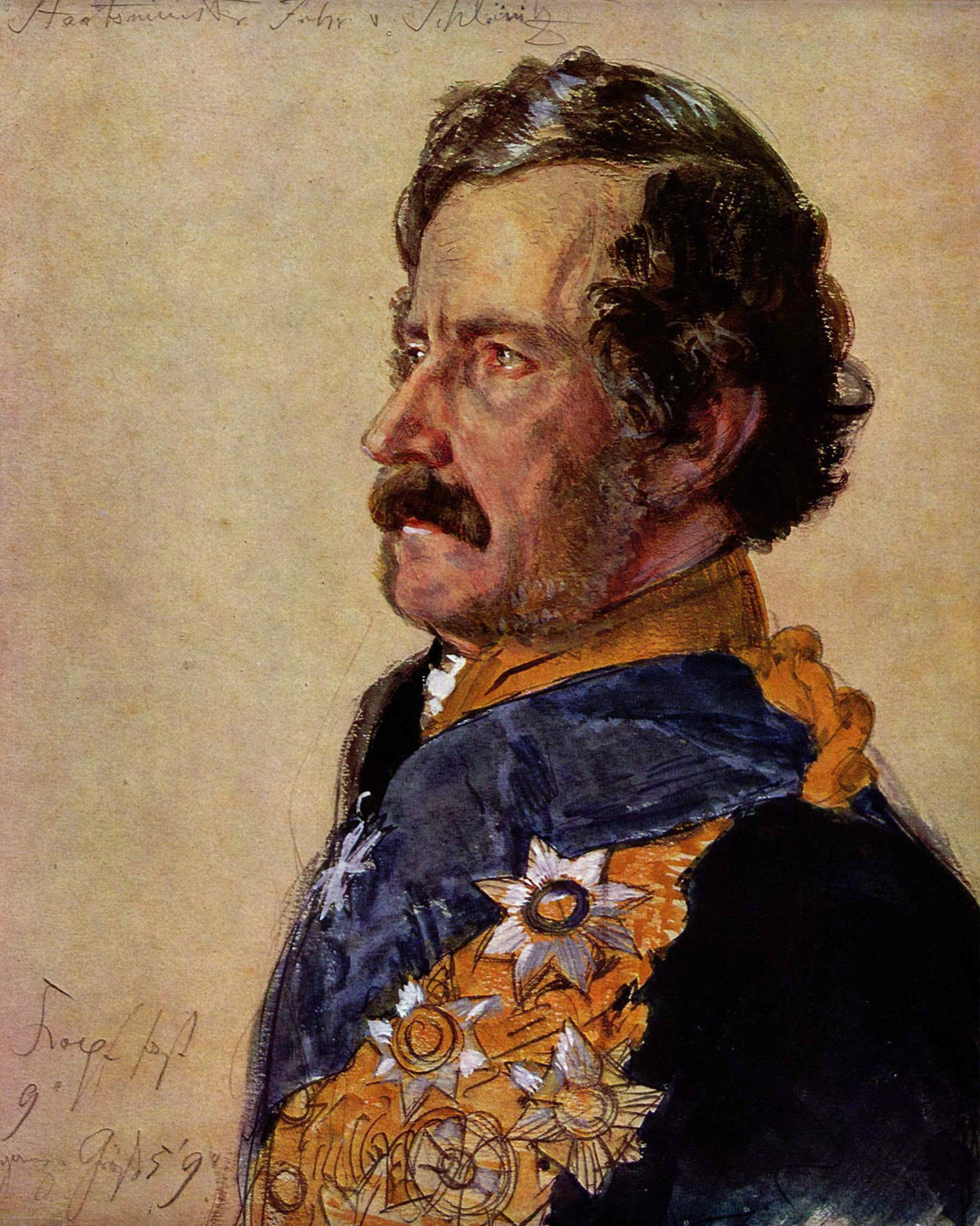
Alexander von Schleinitz door Adolph von Menzel

Alexander Freiherr (sinds 1879 Graf) von Schleinitz (Blankenburg (Harz), 29 december 1807 - Berlijn, 19 februari 1885) was een Pruisisch politicus.
Hij studeerde te Göttingen, was sinds 1835 attaché in Kopenhagen en Sint-Petersburg en werkte sinds 1841 bij het ministerie van Buitenlandse Zaken, waar hij gedurende de Maartrevolutie van 1848 enkele dagen minister was in de liberale regering van Ludolf Camphausen. Hij vertegenwoordigde vervolgens Pruisen in Hannover en onderhandelde in mei 1849 met Denemarken over de Sleeswijk-Holsteinse kwestie. In juli 1849 werd hij wederom minister van Buitenlandse Zaken, ditmaal in de regering-Brandenburg, maar hij trad in 1850 vanwege zijn liberaal-nationalistische gezindheid opnieuw af.
Hij woonde sindsdien te Koblenz en stond in nauw contact met prins Wilhelm, die hem, in 1858 prins-regent geworden, wederom aan het hoofd van Buitenlandse Zaken stelde. Met Wilhelm zocht hij, in grote tegenstelling tot Otto von Bismarck, toenadering tot Oostenrijk. Vervolgens was hij tot zijn dood minister van het Koninklijk Huis. De salon van zijn vrouw Marie (1842-1912) was een verzamelplaats van Bismarck-tegenstanders. Naar aanleiding van de gouden bruiloft van het keizerspaar Wilhelm en Augusta werd Schleinitz in 1879 in de gravenstand verheven. Hij stierf in 1885.
Karl August von Hardenberg · Christian Günther von Bernstorff · Johann Peter Friedrich Ancillon · Heinrich Wilhelm von Werther · Mortimer Maltzan · Heinrich von Bülow · Karl Ernst Wilhelm von Canitz und Dallwitz · Adolf Heinrich von Arnim-Boitzenburg · Heinrich Alexander von Arnim · Alexander von Schleinitz · Rudolf von Auerswald · August Heinrich Hermann von Dönhoff · Friedrich Wilhelm von Brandenburg · Heinrich Friedrich von Arnim-Heinrichsdorff-Werbelow · Friedrich Wilhelm von Brandenburg (a.i.) · Alexander von Schleinitz · Joseph von Radowitz · Otto Theodor von Manteuffel · Alexander von Schleinitz · Albrecht von Bernstorff · Otto von Bismarck · Herbert von Bismarck (a.i.) · Leo von Caprivi · Adolf Hermann Marschall von Bieberstein · Bernhard von Bülow · Theobald von Bethmann Hollweg · Georg Michaelis · Georg von Hertling · Max van Baden
Wilhelm zu Sayn-Wittgenstein-Hohenstein · Ludwig von Massow · Alexander von Schleinitz · Otto zu Stolberg-Wernigerode · Wilhelm von Wedel-Piesdorf · August zu Eulenburg
- Bibliothèque nationale de France: cb171110253 (data)
- Gemeinsame Normdatei: 117323772
- International Standard Name Identifier: 0000 0000 5303 4897
- Library of Congress Control Number: nr2001021842
- Nederlandse Thesaurus van Auteursnamen: 134966325
- Système universitaire de documentation: 123577012
- Virtual International Authority File: 35231185